# Cycnidolon podicale
Cycnidolon podicale là một loài bọ cánh cứng trong họ Cerambycidae.